# Utukkajärvi
Utukkajärvi är en sjö i Gällivare kommun i Lappland och ingår i Kalixälvens huvudavrinningsområde. Sjön har en area på 0,419 kvadratkilometer och ligger 443 meter över havet.

## Delavrinningsområde
Utukkajärvi ingår i det delavrinningsområde (747274-169190) som SMHI kallar för Ovan Håmojåkka. Medelhöjden är 462 meter över havet och ytan är 51,68 kvadratkilometer. Räknas de 14 avrinningsområdena uppströms in blir den ackumulerade arean 162,29 kvadratkilometer. Ängesån (Liinajoki) som avvattnar avrinningsområdet har biflödesordning 2, vilket innebär att vattnet flödar genom totalt 2 vattendrag innan det når havet efter 257 kilometer. Avrinningsområdet består mestadels av skog (82 procent) och sankmarker (16 procent). Avrinningsområdet har 0,78 kvadratkilometer vattenytor vilket ger det en sjöprocent på 1,5 procent.